# Persistierende Pupillarmembran

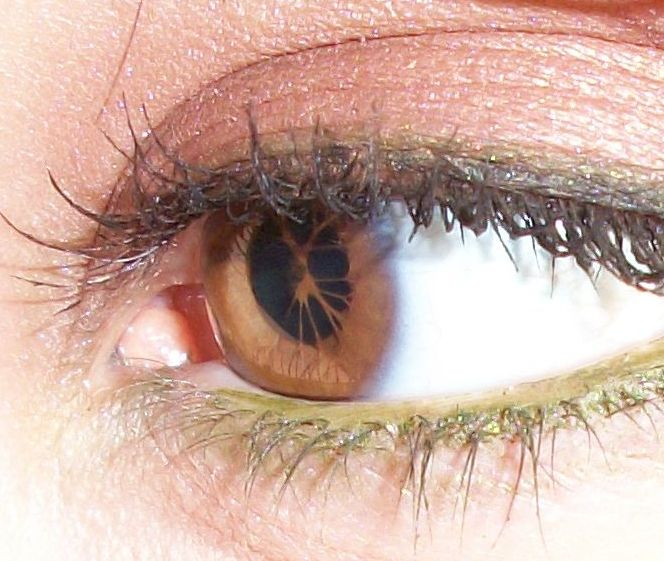
Persistierende Pupillarmembran

Als Persistierende Pupillarmembran, lateinisch Membrana pupillaris persistens, wird das Fortbestehen einer Membran aus der embryonalen Entwicklung im Bereich der Pupille bezeichnet. Bei dieser recht häufigen angeborenen Erkrankung bleiben nach der Geburt Reste eines fetalen Gefäßnetzes mit feinen Fäden bestehen, die normalerweise noch in den ersten Monaten nach der Geburt vor dem Sehloch zurückgebildet werden können.
Die Erstbeschreibung stammt aus dem Jahre 1957 durch J. R. Cassady und A. Light.

## Verbreitung und Ursache
Beim Menschen lassen sich rudimentäre Anteile der Pupillarmembran bei etwa 95 % der Neugeborenen nachweisen. Die Ursache ist nicht bekannt.
Die Persistenz der Pupillenmembran tritt auch beim Gorlin-Chaudhry-Moss-Syndrom auf.

## Klinische Erscheinungen
Eine Beeinträchtigung des Sehvermögens ist selten.

## Diagnose
Die Diagnose ergibt sich aus der augenärztlichen Untersuchung, auch mit der Spaltlampe.

## Therapie
Die Behandlung erfolgt im klinischen Bedarfsfalle operativ.

## Bei Tieren
Das Krankheitsbild kommt auch in der Tiermedizin vor, insbesondere bei Haushunden und Hauskatzen. Es handelt sich vermutlich eine erblich bedingte Störung, auch wenn der genaue Erbgang unbekannt ist. Eine Rasseprädisposition gibt es für Basenjis, aber auch bei anderen Rassen wird ein familiäres Auftreten beobachtet. Sie ist gekennzeichnet durch eine unvollständige Rückbildung des vorderen Anteils der Tunica vasculosa lentis, eines fetalen Gefäßnetzwerks der Linse in der vorderen Augenkammer, welches von der Arteria hyaloidea gespeist wird.